# Régiment de Neustrie
Le régiment de Neustrie est un régiment d’infanterie du royaume de France créé en 1776.

## Création et différentes dénominations
- 1776 : création du régiment de Neustrie à partir des 1er et 3e bataillons du régiment de Normandie
- 1er janvier 1791 : renommé 10e régiment d’infanterie de ligne ci-devant Neustrie
- 12 février 1794 : son 2e bataillon est réformé par incorporation à la 20e demi-brigade de bataille lors de la formation de la demi-brigade
- 29 mars 1794 : réformé, son 1er bataillon étant incorporé à la 19e demi-brigade de bataille lors de la formation de la demi-brigade

## Équipement

### Drapeaux

Drapeau d’Ordonnance
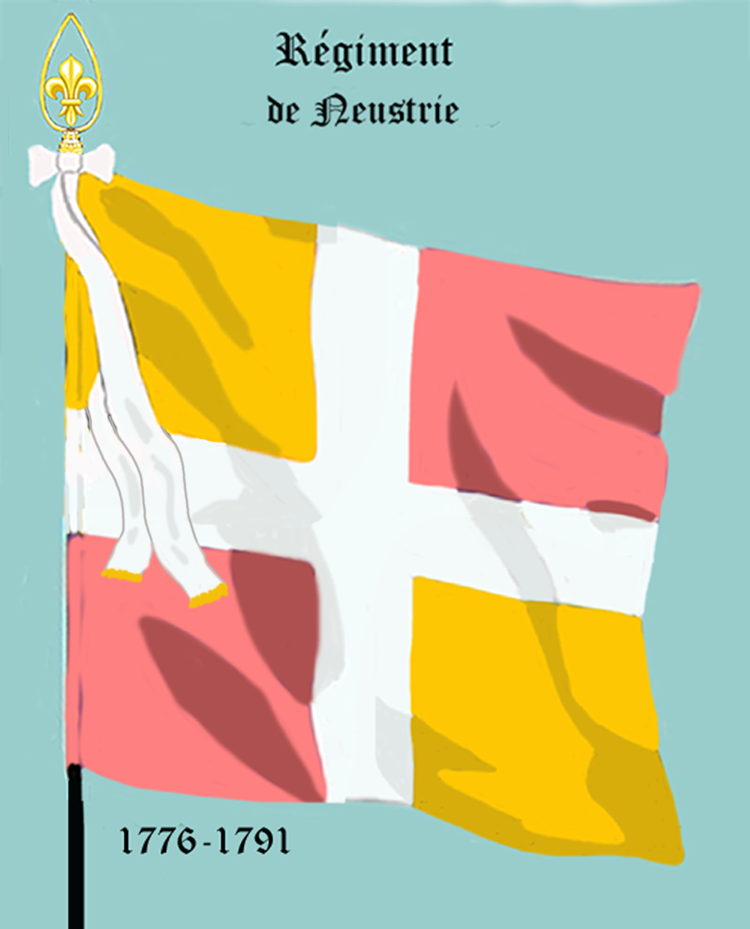
régiment de Neustrie de 1776 à 1791

### Habillement

Uniformes
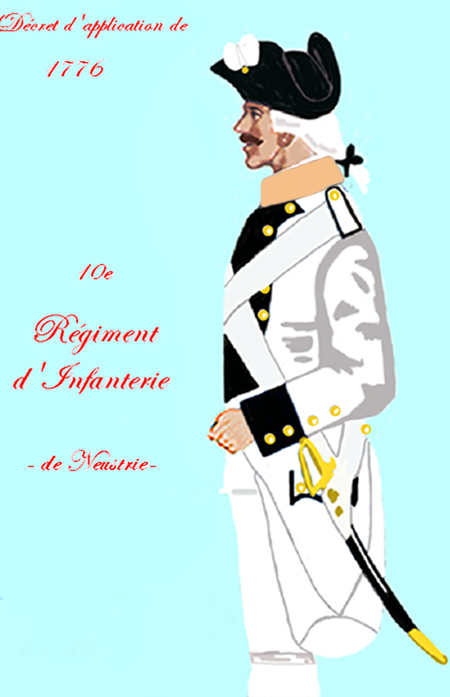
régiment de Neustrie de 1776 à 1779
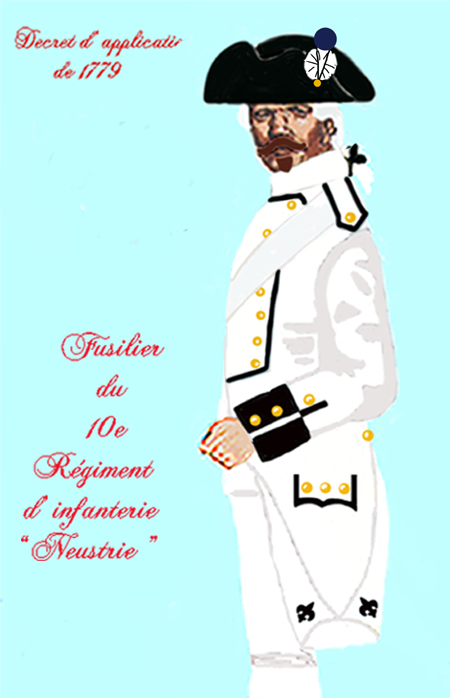
régiment de Neustrie de 1779 à 1791
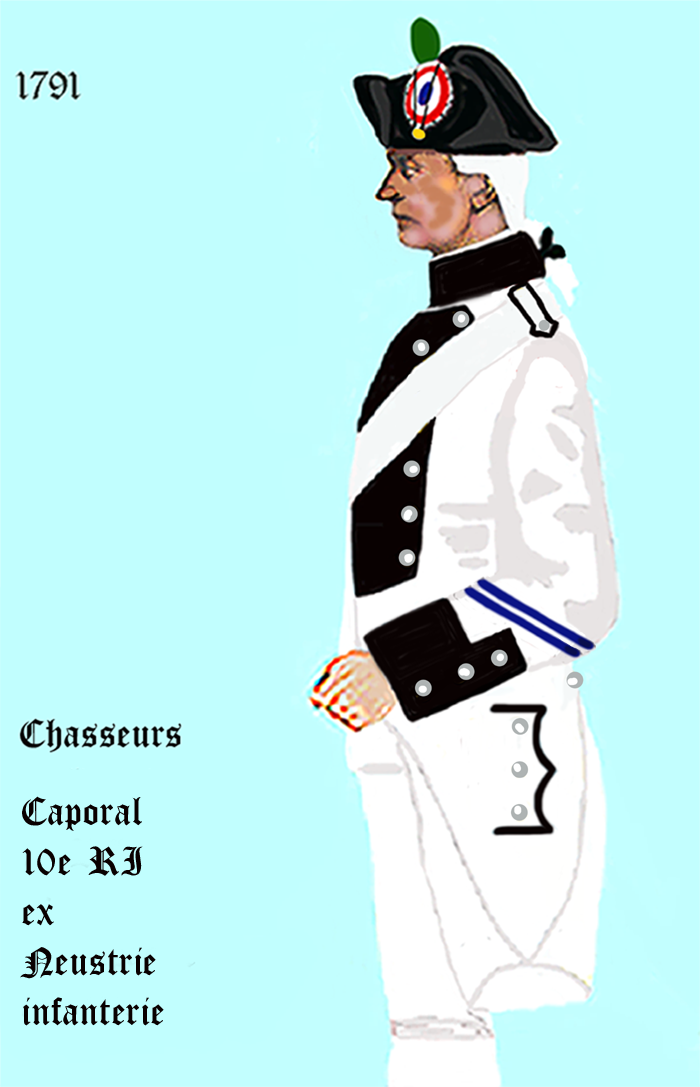
10e régiment d’infanterie de ligne de 1791 à 1792
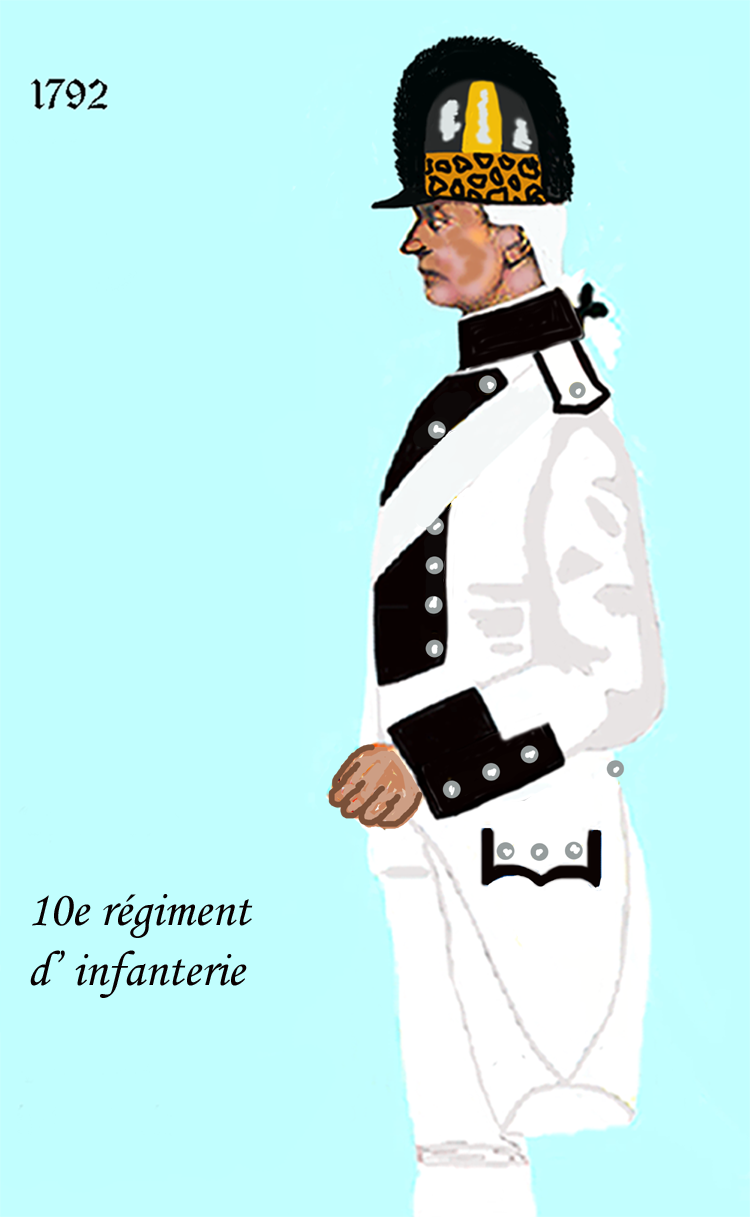
10e régiment d’infanterie de ligne de 1792 à 1794

## Historique

### Colonels et mestres de camp
- 18 avril 1776 : Jacques Antoine Hippolyte de Guibert, dit le chevalier de Guibert[1]
- 10 mars 1788 : Marie Joseph Eustache, vicomte d’Osmond
- 25 juillet 1791 : Amable Louis Charles de Martinet
- 26 octobre 1792 : Madeleine Christophe Éléazar Maynard

### Campagnes et batailles
En 1780, le régiment est désigné pour faire partie du corps expéditionnaire français en Amérique. Il s'embarque à Brest le 30 octobre mais, à l'escale de Cadix, un contrordre le renvoie à Brest puis au Havre.
De 1783 à 1791, il fait un service de garnison en Alsace.
En 1791, pendant la Révolution française, il est envoyé pour maintenir l'ordre dans le Midi où venaient d'éclater les troubles dans le Comtat Venaissin. Il est caserné à Seyssel et Bourg puis à Mende. Ses deux bataillons sont ensuite séparés, l'un à Besançon, l'autre à Mont-Dauphin. Pendant la guerre de la première coalition, il participe à la conquête de la Savoie en 1792 et au siège de Toulon en 1793.
Il fait les campagnes de 1792, 1793 et 1794 à l’armée des Alpes où ses deux bataillons forment, en 1794, les noyaux des 19e et 20e demi-brigades. Sa tradition passe ensuite au 10e régiment d’infanterie de ligne.

## Personnalités ayant servi au régiment
Régiment de Neustrie
- François Benjamin Deschamps, alors soldat et qui deviendra chef de bataillon du 2e bataillon de volontaires de Paris